# Office national des statistiques
L'Office national des statistiques (ONS, "Ufficio nazionale delle statistiche", in arabo الديوان الوطني للإحصائيات‎?) è un istituto pubblico algerino, fondato nel 1964.

## Missione
Le principali pubblicazioni dell'ufficio sono:
- indici di consumi, della produzione industriale e di quella agricola;
- statistiche sociali quali: popolazione e demografia dell'Algeria, statistiche sulla sanità, l'occupazione, l'alloggio e l'istruzione;
- classificazioni come i codici geografici, il codice delle categorie professionali e il codice delle professioni
- codice di nomenclatura geografica, che comprende l'elenco dei comuni in ciascuna provincia.